# Чураи (Дятловский район)
Чураи́ (бел. Чураі) — деревня в Дятловском районе Гродненской области Республики Беларусь. В составе Дворецкого сельсовета. По переписи населения 2009 года в Чураях проживало 13 человек.

## История
В 1905 году Чураи — деревня в Люшневской волости Слонимского уезда Гродненской губернии.
В 1921—1939 годах Чураи находились в составе межвоенной Польской Республики. В 1923 году в Чураях насчитывалось 30 хозяйств, проживало 156 человек. В сентябре 1939 года Чураи вошли в состав БССР.
В 1996 году Чураи входили в состав колхоза «Меляховичи». В деревне имелось 23 хозяйства, проживало 34 человека.
Ранее в составе Меляховичского сельсовета.